# Skater (glasbena skupina)
Skater [skáter] (napisano kot SKaTER), slovenska glasbena skupina, ustanovljena leta 2003 v Mariboru.
Izvaja turbofolk (mešanico narodnozabavne, dance, tehno in disko glasbe). Najprej se je imenovala Skuter po nemški tehno skupini Scooter, leta 2007 pa se je preimenovala v Skater.
Ustanovili so jo štirje mariborski didžeji, ki so izdali remiks pesmi Mrtva reka (Marijan Smode). Druga pesem je bila Sneg, pada sneg. Po odhodu dveh članov se je leta 2005 Samu Poštraku (Samcy Jay) in Robertu Ribiču (Roberto Dee) pridružila Katja Lesjak. K sodelovanju je bila povabljena kmalu po nastopu v 2. sezoni pevskega resničnostnega šova Bodi idol.
Primerjave z Atomik Harmonik so zavrnili z razlago, da sledijo evropskih dance trendom.
Skupino je leta 2009 zapustil Robert Ribič, leta 2013 pa Katja Lesjak. Pevka skupine je od leta 2016 Saška Smodej, ki je zamenjala Nušo Rojs.
Skupina je trikrat nastopila na festivalu Melodije morja in sonca. Sodelovala je z mariborskim producentom Dejanom Lukmanom (Dean de Lucca). V zadnjem času za njeno glasbo skrbita Saša Lendero in Miha Hercog.

## Diskografija

### Studijski albumi
- Skuter (Bibi Records, 2004) [kot Skuter] - sodelovanje z Alfijem Nipičem in Marijanom Smodetom[1][6]
- Arrivederci (Nika Records, 2005) [kot Skuter][16]
- Pridi k meni (Nika Records, 2008)[17]
- Hands Up !!! (Zlati zvoki, 2010)[18]

### Maksi singli
- Arrivederci Vanč (Nika Records, 2005) [kot Skuter][19]

### Singli
- Mrtva reka (2003) - remiks
- Sneg, pada sneg (2003)
- Debelušček - s skupino Show Band Klobuk (2008)
- Vroče petke (2008)
- Bela roža (2009) - nova verzija pesmi Ansambla Sredenšek, ki je predelava pesmi Eine weiße Rose (1992) nemškega ansambla Kastelruther Spatzen[20][21]
- Raketa (2009) - dve verziji[6]
- Dimnikar (2009)
- Roke proč (2010)
- Gor in dol (2010) - nemška verzija Ene Mene Miste[22]
- Hands up!!! (2011) - z Ansamblom Bratov Gašperič
- Tralala (2011) - nova verzija pesmi skupine Calypso
- Baby mala (2011) - oberkrain verzija z Ansamblom Bratov Gašperič[2]
- Gotof je (2012)
- On ne more (2012)
- Doktorji za žur (2016)
- Ta tamala (2017)
- PoKa PoKa (2018)
- Al Capone (2019)
- Reševalec (2021)

### Kompilacije
- ((deejaytime)). 8, Beli album (Hiper, 2003) COBISS
- Skuter and Friends (Bibi Records, 2004)[23]
- Slovenska turbo fešta (Nika Records, 2005) [kot Skuter] COBISS
- Naredi da... se trese (Nika Records, 2006) [kot Skuter] COBISS
- DJ Svizec turbo mix (Menart Records, 2006) COBISS
- DJ Svizec turbo mix. Vol. 2 (Menart Records, 2006) COBISS
- DJ Svizec turbo mix. Vol. 7 (Menart Records, 2007) COBISS
- DJ Svizec turbo mix. Vol. 9 (Menart Records, 2008) COBISS
- Nedeljska juhica 2 (Slovenia Records, 2008) COBISS
- DJ Svizec turbo mix. Vol. 10 (Menart Records, 2009) COBISS
- Dj Svizec turbo mix. Vol. 11 (Menart Records, 2009) COBISS
- Skater in prijatelji Vol.1 (Zlati zvoki, 2009)[23]
- Beli Album. Vol. 18 (Menart Records, 2010) COBISS
- Beli Album. Vol. 19 (Menart Records, 2010) COBISS
- Slovenija ima krila (Nika Records, 2010) COBISS
- Najlepši dueti domače glasbe (Vox Nova, 2013) COBISS
- Super turbo narodnozabavna mix pumpa (Nika Records, 2014) COBISS
- Ena po domače (Zlati zvoki, 2017) COBISS

### Festivali
- Na zdravje! pesem poletja (ZKP RTV, 2012) COBISS

#### Melodije morja in sonca
- 27. festival Melodije morja in sonca (ZKP RTV, 2004) COBISS
- 28. festival Melodije morja in sonca (Dallas Records, 2005) [kot Skuter] COBISS
- 29. festival Melodije morja in sonca (Dallas Records, 2006) [kot Skuter] COBISS

#### Slovenska polka in valček
- Slovenska polka in valček 2012 (ZKP RTV, 2012) COBISS